# Lista generației VII de Pokémon

Logo-ul internațional pentru franciza Pokémon

Cea de-a șaptea generație (Generația VII) a francizei Pokémon include adăugarea a 86 de specii fictive de creaturi la seria de jocuri video de bază în jocurile Nintendo 3DS Pokémon Sun and Moon  și jocurile 3D 2017 Pokémon Ultra Sun and Ultra Moon, alte specii introduse într-o actualizare din 2018 a jocului mobil spin-off Pokemon Go alături de jocuri din seria de bază din 2018 Nintendo Switch jocuri  Pokémon: Let's Go, Pikachu! and Let's Go, Eevee!, adăugând la un total de 88. De la Pokémon X and Y, toții Pokémon au fost proiectate de o echipă de aproximativ 20 de artiști, condusă de Ken Sugimori și Hironobu Yoshida. Sun and Moon au loc în regiunea tropicală Alola, compusă în întregime din insule. Let's Go, Pikachu! și Let's Go, Eevee! sunt stabilite în regiunea Kanto, aceeași setare ca generația I.  Pokémon Go este un joc mobil realitate augmentat, care utilizează funcțiile GPS și camera de pe telefonul smartphone al jucătorului pentru a afișa Pokemon sălbatic în mediul înconjurător al jucătorului.  Pokemon numărul 722 Rowlet la numarul 802 Marshadow in Pokédex Național a fost lansat în Sun și Moon în 2016, iar numărul 803 Poipole la numarul 807 Zeraora a fost lansat în Ultra Sun și Ultra Moon în 2017. Doi Mythical Pokémon, Meltan and Melmetal apar în Pokémon Go în 2018; Meltan apare în sălbăticie în Pokémon Go când un Pokémon este transferat la Let's Go, Pikachu! sau Let's Go, Eevee!, în timp ce Melmetal poate fi obținut numai prin evoluția lui Meltan în Pokémon Go când jucătorul colectează bomboane. Unele specii de Pokémon din această generație au fost introduse în adaptările animate ale francizei înainte de Sun și Moon.
În plus față de noile specii de Pokémon, au apărut două noi forme de Zygarde în Sun și Moon - care au apărut anterior în Pokémon anime:: forma de câine „Zygarde 10% Forme” și forma de Mecha „Forma Zygarde Complete (100%)”

## Lista Pokémonilor
| Nume         | Nume           | Număr Pokédex Național | Tipuri    | Tipuri    | Evoluează în                  | Note |
| Engleză      | Japoneză       | Număr Pokédex Național | Principal | Secundar  | Evoluează în                  | Note |
| ------------ | -------------- | ---------------------- | --------- | --------- | ----------------------------- | --- |
| Rowlet       | Mokuroh        | 722                    | Iarbă     | Zburător  | Dartrix (#723)                | Rowlet este un Pokémon asemănător cu o bufniță care își poate răsuci capul cu 180 ° și poate ataca în tăcere. Adorat cu un papion cu flori, Rowlet a fost bine primit de fani și critici. Mai multe magazine de jocuri consideră că acesta este cel mai popular dintre cei trei începători din regiunea Alola. Într-un sondaj deținut de contul oficial Twitter al Pokemon Company International, în care au votat 52.630 de persoane, Rowlet a primit 41% din voturi. |
| Dartrix      | Fukuthrow      | 723                    | Iarbă     | Zburător  | Decidueye (#724)              | Dacă nu mătui suficient Dartrix, nu te va asculta. |
| Decidueye    | Junaiper       | 724                    | Iarbă     | Fantomă   | Nu evoluează                  | Decidueye apare și ca luptător în turneu Pokkén Tournament DX. |
| Litten       | Nyabby         | 725                    | Foc       | Foc       | Torracat (#726)               | Litten este un Pokemon asemănător pisicilor care scuipă fulgii de flăcări. Similar cu Rowlet, Litten a fost bine primit de fani și critici. Într-un sondaj Twitter, susținut de The Pokémon Company International, Litten a primit 38% din voturi, doar timid de Rowlet. |
| Torracat     | Nyaheat        | 726                    | Foc       | Foc       | Incineroar (#727)             | Clopoțelul de pe gât, de fapt, luminează foc și uneori este folosit pentru atacuri de foc. |
| Incineroar   | Gaogaen        | 727                    | Foc       | Întuneric | Nu evoluează                  | Designul lui Incineroar se bazează pe luptători și pe luptători de toc. Talia lor are flăcări în formă de centură de campionat. Ei au un personaj rece, dar se spune că iubesc lauda de la tinerii Pokemon și copii. Incineroar a primit inițial critici de la fani înainte de a fi dezvăluit oficial, deoarece se presupunea că acesta este un Pokémon de tip Foc / Luptător, o tendință puternic dezagreabilă între începători de tip Foc. Dustin Kemp de la The Inquisitr numit eventualul lui Incineroar dezvăluie o "manevră strălucitoare de joc de către GameFreak". Incineroar apare și ca luptător în Super Smash Bros. Ultimate. |
| Popplio      | Ashimari       | 728                    | Apă       | Apă       | Brionne (#729)                | Popplio este un Pokémon de leu mare care poate face trucuri și poate forma bule de apă de la "nasul lor de tip clovn".Spre deosebire de reacțiile pozitive la Rowlet și Litten, Popplio a primit inițial reacții negative pe platformele social media, însă aceste reacții au devenit, în general, mai neutre în timp, ceea ce a determinat mulți să vadă Popplio ca o adăugare polarizantă. Într-un sondaj Twitter, susținut de The Pokémon Company International, Popplio a fost cel mai puțin popular dintre cei trei începători, primind doar 21% din voturi.                                                                          |
| Brionne      | Osyamari       | 729                    | Apă       | Apă       | Primarina (#730)              | Dacă vede cineva un dans pe care nu-l știe, va fi emoționat și va lucra zi și noapte pentru a-și desăvârși dansul. |
| Primarina    | Ashirene       | 730                    | Apă       | Zână      | Nu evoluează                  | Folosește bule de apă pentru a ataca și își învață bine cântecul care este dat din generație în generație de mult timp. |
| Pikipek      | Tsutsukera     | 731                    | Normal    | Zburător  | Trumbeak (#732)               | Pikipek este un Pokemon cu ciocănitoare capabil să prăjească de 16 ori pe secundă și cu o forță suficientă pentru a rupe piatra. Conceptul de artă pentru Pikipek a fost inițial tachinat în 26 februarie 2016, Nintendo Direct, care a dezvăluit Pokémon Sun and Moon. Pokemon a fost dezvăluit oficial pe 14 iunie în timpul presei electronice de divertisment de la Nintendo. Electronic Entertainment Expo presser. |
| Trumbeak     | Kerarappa      | 732                    | Normal    | Zburător  | Toucannon (#733)              | Poate fluiera pe alții la fel. E aproape ca un sistem de comunicare. |
| Toucannon    | Dodekabashi    | 733                    | Normal    | Zburător  | Nu evoluează                  | Toucanon își poate face ciocul atît de fierbinte, încît poate să-l îngrozească. |
| Yungoos      | Youngoose      | 734                    | Normal    | Normal    | Gumshoos (#735)               | Yungoos este o specie invazivă de Pokemon alolan, cunoscută pentru a fi meseriași. Cea mai mare parte a corpului lor alungit este dedicat stomacului său - sunt aproape înfometați și se înfurie când nu mănâncă. |
| Gumshoos     | Dekagoose      | 735                    | Normal    | Normal    | Nu evoluează                  | Se spune că blănurile de pe capul lui Gumshoos poartă o asemănare izbitoare cu cea a lui Donald Trump. Cu toate acestea, într-un interviu acordat Game Informer, regizorul Junichi Masuda a declarat că Gumshoos a fost proiectat „mult timp în urmă și nu am avut nici o intenție să îl facem să arate ca Donald Trump”. El a recunoscut totuși asemănările. Gumshoos este, de asemenea, un Pokemon Totem pe Trialul lui Ilima în Sun and Ultra Sun. |
| Grubbin      | Agojimushi     | 736                    | Gândac    | Gândac    | CharjaGândac (#737)           | Grubbin sunt Pokémon larve cu fălcile puternice. Ei au o afinitate pentru electricitate și se găsesc frecvent în apropierea centralelor electrice. |
| CharjaGândac | Dendimushi     | 737                    | Gândac    | Electric  | Vikavolt (#738)               | Polygon descris pe CharjaGândac ca „o combinație de adăpost pentru bombe și un camion de gunoi decojit”. Cu toate acestea, CharjaGândac se bazează de fapt pe o baterie de 9 volți. |
| Vikavolt     | Kuwagannon     | 738                    | Gândac    | Electric  | Nu evoluează                  | Totemul Pokemon din studiul lui Sofocles în Sun and Moon. |
| Crabrawler   | Makenkani      | 739                    | Luptător  | Luptător  | Crabominable (#740)           | Cleștii săi cad dacă sunt folosiți prea mult. Nu numai că cresc repede, dar sunt o mare delicatesă. |
| Crabominable | Kekenkani      | 740                    | Luptător  | Ice       | Nu evoluează                  | Se antrenează în condiții grele de zăpadă. Trebuie să evolueze în timp ce ninge înSun,Moon,Ultra Sun și Ultra Moon. |
| Oricorio     | Odoridori      | 741                    | Electric  | Zburător  | Nu evoluează                  | "Pom-Pom Style" formată din Insulele Melemele. |
| Oricorio     | Odoridori      | 741                    | Psihic    | Zburător  | Nu evoluează                  | "Pa’u Style" formează Insula Akala. |
| Oricorio     | Odoridori      | 741                    | Foc       | Zburător  | Nu evoluează                  | "Baile Style" formează Insula Ula'ula. |
| Oricorio     | Odoridori      | 741                    | Fantomă   | Zburător  | Nu evoluează                  | "Sensu Style" formează Insula Poni. |
| Cutiefly     | Abuly          | 742                    | Gândac    | Zână      | Ribombee (#743)               | |
| Ribombee     | Aburibbon      | 743                    | Gândac    | Zână      | Nu evoluează                  | Totem Pokémon of Mina's Trial in Ultra Sun and Ultra Moon. |
| Rockruff     | Iwanko         | 744                    | Piatră    | Piatră    | Lycanroc (#745)               | Rockruff sunt câine Pokémon care evoluează într-una din cele două forme, în funcție de ce versiune a jocului se joacă. Jacob Whritenour de la revista Hardcore Gamer speculează că tipărirea Rockruff-ului provine de la Pokémon, care se bazează, eventual, pe Câine Poi Hawaiian. |
| Lycanroc     | Lugarugan      | 745                    | Piatră    | Piatră    | Nu evoluează                  | Rockruff evoluează în Forma de dimineață a lui Lycanroc, asemănătoare unui lup, în Soare și în forma sa la miezul nopții, asemănătoare cu un vârcolac, pe Lună; totuși, ambele forme pot fi prinse în fiecare joc. O a treia formă, Dusk Form, este exclusiv pentru Ultra Sun și Ultra Moon. |
| Wishiwashi   | Yowashi        | 746                    | Apă       | Apă       | Nu evoluează                  | Totem Pokémon în Lana's Trial în Soare și Lună. Abilitatea sa, școlarizarea, îi permite să schimbe formele în funcție de HP. |
| Mareanie     | Hidoide        | 747                    | Otravă    | Apă       | Toxapex (#748)                | |
| Toxapex      | Dohidoide      | 748                    | Otravă    | Apă       | Nu evoluează                  | |
| Mudbray      | Dorobanko      | 749                    | Pământ    | Pământ    | Mudsdale (#750)               | |
| Mudsdale     | Banbadoro      | 750                    | Pământ    | Pământ    | Nu evoluează                  | Un Pokemon Ride în Sun, Moon și omologii săi. |
| Dewpider     | Shizukumo      | 751                    | Apă       | Gândac    | Araquanid (#752)              | |
| Araquanid    | Onishizukumo   | 752                    | Apă       | Gândac    | Nu evoluează                  | Totem Pokemon de la Lana's Trial în Ultra Sun și Ultra Moon . |
| Fomantis     | Karikiri       | 753                    | Iarbă     | Iarbă     | Lurantis (#754)               | |
| Lurantis     | Lalantes       | 754                    | Iarbă     | Iarbă     | Nu evoluează                  | Totem Pokemon de la Lana's Trial în Ultra Sun și Ultra Moon . |
| Morelull     | Nemasyu        | 755                    | Iarbă     | Zână      | Shiinotic (#756)              | |
| Shiinotic    | Mashade        | 756                    | Iarbă     | Zână      | Nu evoluează                  | |
| Salandit     | Yatoumori      | 757                    | Otravă    | Foc       | Salazzle (#758)               | |
| Salazzle     | Ennewt         | 758                    | Otravă    | Foc       | Nu evoluează                  | Salazzle este o specie numai de sex feminin, datorită faptului că numai femela Salandit poate evolua. Totem Pokémon din procesul lui Kiawe în Soare și Lună Ultra Sun și Ultra Moon. |
| Stufful      | Nuikoguma      | 759                    | Normal    | Luptător  | Bewear (#760)                 | |
| Bewear       | Kiteruguma     | 760                    | Normal    | Luptător  | Nu evoluează                  | Are îmbrățișări care rup spatele. Habitatul său este depășit din acest motiv. |
| Bounsweet    | Amakaji        | 761                    | Iarbă     | Iarbă     | Steenee (#762)                | |
| Steenee      | Amamaiko       | 762                    | Iarbă     | Iarbă     | Tsareena (#763)               | |
| Tsareena     | Amajo          | 763                    | Iarbă     | Iarbă     | Nu evoluează                  | Ea îl lovește pe cei învinși. Este foarte rea. |
| Comfey       | Cuwawa         | 764                    | Zână      | Zână      | Nu evoluează                  | |
| Oranguru     | Yareyuutan     | 765                    | Normal    | Psihic    | Nu evoluează                  | |
| Passimian    | Nagetukesaru   | 766                    | Luptător  | Luptător  | Nu evoluează                  | |
| Wimpod       | Kosokumushi    | 767                    | Gândac    | Apă       | Golisopod (#768)              | |
| Golisopod    | Gusokumusha    | 768                    | Gândac    | Apă       | Nu evoluează                  | |
| Sandygast    | Sunaba         | 769                    | Fantomă   | Pământ    | Palossand (#770)              | |
| Palossand    | Sirodethna     | 770                    | Fantomă   | Pământ    | Nu evoluează                  | |
| Pyukumuku    | Namakobushi    | 771                    | Apă       | Apă       | Nu evoluează                  | |
| Type: Null   | Type: Null     | 772                    | Normal    | Normal    | Silvally (#773)               | O Himera Legendary Pokémon, Tip: Null a fost creat de Branch Chief Faba al Fundației Aether ca mijloc de combatere a Ultra Beasts; din punct de vedere canonic, doar trei dintre aceste creaturi au fost făcute și numite Tip: Full. Acestea conțin celule din toate cele 18 tipuri de Pokémon și au fost proiectate pentru a putea să treacă între oricare dintre tipurile prin sistemul RKS. Cu toate acestea, ei au mers aiurea atunci când acest sistem a fost activat și au fost dotate cu dispozitive de reținere înainte de a fi plasat în stagnare criogenic pe termen nelimitat, moment în care au fost redenumite Tip: Null.     |
| Silvally     | Silvady        | 773                    | Normal    | Normal    | Nu evoluează                  | Ridicat sub îngrijirea lui Gladion, unul dintre cei care au scăpat de tip: Null și-a rupt dispozitivul de reținere și a reușit să-și controleze sistemul RKS. Această evoluție a fost numită Silvally de către Gladion. Cu controlul complet al sistemului RKS, Silvally este capabil să schimbe între oricare dintre cele 18 tipuri prin utilizarea discurilor de memorie, în mod similar cu Pokemon Arceus mitic. |
| Minior       | Meteno         | 774                    | Piatră    | Zburător  | Nu evoluează                  | Abilitatea sa, Shields Down, îi permite să schimbe formele în funcție de HP. Acesta vine în cele șapte culori ale curcubeului. |
| Komala       | Nekkoara       | 775                    | Normal    | Normal    | Nu evoluează                  | Komala sunt Pokémon ca koala care sunt cunoscuți pentru somn. |
| Turtonator   | Bakugames      | 776                    | Foc       | Dragon    | Nu evoluează                  | Dacă ceva lovește cochilia de pe spate, cochilia ei va exploda. Are o mișcare a semnăturii, numită Shell Trap, care dăunează oricărui adversar care ar folosi un agonist Turtonator de mișcare fizică până la terminarea turnului. |
| Togedemaru   | Togedemaru     | 777                    | Electric  | Oțel      | Nu evoluează                  | Togedemaru sunt Pokémon cu corp alb care seamănă oarecum cu arici. Totem Pokémon din procesul lui Sophocles în Ultra Sun și Ultra Moon. |
| Mimikyu      | Mimikkyu       | 778                    | Fantomă   | Zână      | Nu evoluează                  | Totem Pokémon din Procesul lui Acerola. Are abilitatea de a deghiza, care previne daunele primului atac care l-ar fi lovit pe Mimikyu înainte de a-l schimba în "Formularul desființat". După aceea, dezghizarea nu poate fi activată din nou până când nici Mimikyu nu leșină și este reînviat sau lupta se încheie. |
| Bruxish      | Hagigishiri    | 779                    | Apă       | Psihic    | Nu evoluează                  | |
| Drampa       | Jijilong       | 780                    | Normal    | Dragon    | Nu evoluează                  | |
| Dhelmise     | Dadarin        | 781                    | Fantomă   | Iarbă     | Nu evoluează                  | Are putere suficientă pentru OHKO un Wailord. |
| Jangmo-o     | Jyarako        | 782                    | Dragon    | Dragon    | Hakamo-o (#783)               | Numele lui Jangmo-o și evoluțiile acestuia nu sunt formate în modul în care ar fi în Hawaii, pe care se bazează regiunea Alola. În Hawaii, numele ar fi Jangmo'o, Hakamo'o și Kommo'o. |
| Hakamo-o     | Jyarango       | 783                    | Dragon    | Luptător  | Kommo-o (#784)                | Totem Pokémon din procesul lui Kukui în demo. |
| Kommo-o      | Jyararanga     | 784                    | Dragon    | Luptător  | Nu evoluează                  | Totem Pokémon of the Vast Poni Canyon Trial. |
| Tapu Koko    | Kapu-Kokeko    | 785                    | Electric  | Zână      | Nu evoluează                  | Paznicul insulei Melemele.. |
| Tapu Lele    | Kapu-Tetefu    | 786                    | Psihic    | Zână      | Nu evoluează                  | Paznicul insulei Akala. |
| Tapu Bulu    | Kapu-Bulul     | 787                    | Iarbă     | Zână      | Nu evoluează                  | Paznicul insulei Ula'ula. |
| Tapu Fini    | Kapu-Rehire    | 788                    | Apă       | Zână      | Nu evoluează                  | Paznicul insulei Poni. |
| Cosmog       | Cosmog         | 789                    | Psihic    | Psihic    | Cosmoem (#790)                | Un Cosmog pe nume Nebby joacă un rol central în povestea lui Pokémon Sun, Moon, Ultra Sun și Ultra Moon. |
| Cosmoem      | Cosmovum       | 790                    | Psihic    | Psihic    | Solgaleo (#791) Lunala (#792) | Evoluția în Solgaleo în Sun și Ultra Sun și Lunala pe Moon și Ultra Moon. |
| Solgaleo     | Solgaleo       | 791                    | Psihic    | Oțel      | Nu evoluează                  | Mascota pentru Sun, Solgaleo este un Pokémon mare, leu, care este venerat ca "fiara care devoreaza soarele" Solgaleo este împodobită cu un coamă care seamănă cu soarele în sine. Solgaleo poate fi topit cu Necrozma pentru a deveni Dusk Mane Necrozma. Solgaleo este unul dintre sumbrele Pokémon din Super Smash Bros. Ultimate. |
| Lunala       | Lunaala/Lunala | 792                    | Psihic    | Fantomă   | Nu evoluează                  | Mascota pentru Moon, Lunala este un Pokemon mare, asemănător unui liliac, care este venerat ca "fiara care sună luna". Când aripile sale sunt răspândite larg, Lunala seamănă cu un cer de noapte și cu luna crescentă. Lunala poate fi fuzionată cu Necrozma pentru a deveni Dawn Wings Necrozma. Lunala este unul dintre Pokemon summonable în Super Smash Bros. Ultimate. |
| Nihilego     | Uturoid        | 793                    | Piatră    | Otravă    | Nu evoluează                  | Una dintre Ultra Beasts, cunoscută sub numele de UB-01 Symbiont, Nihilego sunt forme de viață parazite, care injectă neurotoxine periculoase, care afectează mintea, în gazdele lor. După cum se vede în punctul culminant al Soarelui și al Lunii, în cazul în care va fi nevoie, aceștia pot, de asemenea, prelua fizic controlul victimelor lor. Ele par a fi făcute dintr-o substanță asemănătoare sticlei și au fost văzute că se mișcă ca o fată tânără. |
| Buzzwole     | Massivoon      | 794                    | Gândac    | Luptător  | Nu evoluează                  | Una dintre cele Ultra Beasts, cunoscută sub numele de Absorbția UB-02, Buzzwole sunt forme de viață extrem de puternice capabile să se consolideze prin absorbția energiei adversarilor lor. |
| Pheromosa    | Pheroache      | 795                    | Gândac    | Luptător  | Nu evoluează                  | Una dintre cele Ultra Beasts, cunoscuta sub numele de Frumusețea UB-02, Pheromosa este un Pokemon feminin care se poate deplasa la viteze extrem de rapide si da un feromon care face ca orice creatura din apropiere sa devina infatuata cu ei. |
| Xurkitree    | Denjyumoku     | 796                    | Electric  | Electric  | Nu evoluează                  | Una dintre Ultra Beasts, cunoscută sub numele de UB-03 Fulger, Xurkitree seamănă cu fire și copaci. Aceștia sunt capabili să atragă energie electrică din Pământ și să elibereze descărcări puternice. |
| CeleOțela    | Tekkaguya      | 797                    | Oțel      | Zburător  | Nu evoluează                  | Unele dintre fiarele Ultra, cunoscute sub numele de UB-04 Blaster, Celesteela sunt formele de viață asemănătoare cu racheta, care elimină un gaz puternic stocat în interiorul lor pentru zbor. În ciuda tipologiei Oțel, ele sunt compuse din plante. |
| Kartana      | Kamiturugi     | 798                    | Iarbă     | Oțel      | Nu evoluează                  | Una dintre Ultra Beasts, cunoscută sub numele de Blade UB-04, Kartana este un Pokémon de origami, cu marginile imposibil de ascuțite pe tot corpul. |
| Guzzlord     | Akuziking      | 799                    | Dragon    | Întuneric | Nu evoluează                  | Una dintre cele Ultra Beasts, cunoscută sub numele de UB-05 Glutton, Guzzlord sunt creaturi masive care devorează mereu totul în vedere. |
| Necrozma     | Necrozma       | 800                    | Psihic    | Psihic    | Nu evoluează                  | O creatură veche asociată cu Ultra Beasts care folosește prismele și refracția luminii pentru a ataca. Ea are un rol major în povestea Ultra Sun și Ultra Moon, posedând Solgaleo sau Lunala în funcție de versiune, devenind Dusk Mane Necrozma sau Dawn Wings Necrozma, respectiv. |
| Necrozma     | Necrozma       | 800                    | Psihic    | Oțel      | Nu evoluează                  | "Dusk Mane Necrozma", mascota de (și exclusiv la) Ultra Sun. |
| Necrozma     | Necrozma       | 800                    | Psihic    | Fantomă   | Nu evoluează                  | "Dawn Wings Necrozma", mascota de (și exclusiv la) Ultra Moon. |
| Necrozma     | Necrozma       | 800                    | Psihic    | Dragon    | Nu evoluează                  | "Ultra Necrozma". Lumina pe care o emite afectează viața în multe feluri. |
| Magearna     | Magearna       | 801                    | Oțel      | Zână      | Nu evoluează                  | Un Pokemon mitic metalic artificial, care conține un secret necunoscut în interiorul și are o legătură cu Volcanion. A fost scurs la 10 februarie 2016 în ediția din acea lună a lui CoroCoro Comic și dezvăluită oficial de The Pokémon Company la 14 februarie. |
| Marshadow    | Marshadow      | 802                    | Luptător  | Fantomă   | Nu evoluează                  | Marshadow este un Pokemon mitic disponibil doar prin distribuții speciale de evenimente. De asemenea, este capabil să se ascundă în umbră și să simtă sentimentele oamenilor. |
| Poipole      | Bevenom        | 803                    | Otravă    | Otravă    | Naganadel (#804)              | Una dintre Ultra Beasts, cunoscută sub numele de Adhesive UB, a fost introdusă în Pokémon Ultra Sun și Ultra Moon. Poipole sunt un Pokemon străin capabil să înțeleagă sentimentele umane. |
| Naganadel    | Agoyon         | 804                    | Otravă    | Dragon    | Nu evoluează                  | Una dintre Ultra Beasts, cunoscută sub numele de UB Stinger, a fost introdusă în Pokémon Ultra Sun și Ultra Moon. Naganadel sunt dragoni ca Pokemon care au un stinger mare capabil de a scoate o otrăvire foarte adezivă. |
| Stakataka    | Tundetunde     | 805                    | Piatră    | Oțel      | Nu evoluează                  | Una dintre Ultra Beasts, cunoscută sub numele de Adunarea UB, a introdus în Pokémon Ultra Sun și Ultra Moon. Exclusiv pentru Ultra Moon. Stakataka sunt pereți ca Pokémon care constau din mai multe forme de viață. |
| Blacephalon  | Zugadoon       | 806                    | Foc       | Fantomă   | Nu evoluează                  | Una dintre Ultra Beasts, cunoscută sub denumirea de UB Burst, a fost introdusă în Pokémon Ultra Sun și Ultra Moon. Exclusiv pentru Ultra Sun. Blacephalon sunt un Pokemon de tip clovn, capabil să-și folosească capetele care explodează pentru a-și smulge ținta în acest fel. Apoi își absoarbe vitalitatea. |
| Zeraora      | Zeraora        | 807                    | Electric  | Electric  | Nu evoluează                  | Un Pokemon mitic introdus în Pokémon Ultra Sun și Ultra Moon inițial descoperit prin miniere de date și dezvăluit oficial pe 8 aprilie 2018 printr-o remorcă pentru Pokémon the Movie: The Power of Us. Este disponibil numai prin distribuții speciale de evenimente. Ea are o mișcare de semnătură, numită Plasma Fists, care schimbă mișcările de tip Normal în cele electrice la contact. |
| Meltan       | Meltan         | 808                    | Oțel      | Oțel      | Melmetal                      | Un Pokemon mitic care a apărut în Pokémon Go. Apariția sa a fost inițial încercată ca un Ditto după Pokémon Go Community Day în septembrie 2018. Când un Pokémon este transferat de la Pokémon GO la o copie a Pokémon: Let's Go, Pikachu! or Let's Go, Eevee!, jucătorul jocului Pokemon Go este decorat cu un articol Mystery Box, care, atunci când este deschis, face ca Meltan să apară în sălbăticie. Numele său a fost dezvăluit într-o remorcă pe pagina oficială YouTube a lui Pokémon. Ea evoluează în Melmetal numai în Pokemon Go. It can melt metal into its own molten metal-like body.                                      |
| Melmetal     | Melmetal       | 809                    | Oțel      | Oțel      | Nu evoluează                  | Un Pokemon mitic care poate evolua din Meltan folosind 400 bomboane Meltan în Pokemon Go. Legendele spun că poate face din metal nimic și a revenit la viață după 3000 de ani. |